# Digvijay Bhonsale
Digvijay Bhonsale (Hindi/maratí: दिग्विजय भोंसले, pronunciado como Dig-vijay Bho-slay, nacido el 31 de marzo de 1989) es un cantante, músico,  guitarrista y compositor indio. Es uno de los intérpretes y músicos, más famosos y reconocidos dentro del estado indio de Indore, además que forma parte integrante de una banda musical de heavy metal llamada Nicotine (banda). Una de las agrupaciones, pioneras de la música metal del centro geográfico de la India.
Bhonsale nació en Bombay y creció en Indore. Fue educado en el Daly College. Completó su Licenciatura en Administración de Empresas de PIMR (Universidad Devi Ahilya) y su Maestría en Administración de Empresas de la Universidad Metropolitana de Cardiff en Gales, Reino Unido.
Su tatarabuelo se mudó de Barshi (Maharashtra), al estado de Gwalior y más tarde se estableció en el estado de Dewas Junior, donde él y sus descendientes ocuparon una posición noble hereditaria llamada 'Mankari', en el durbar del estado.
Digvijay también ha incursionado en su carrera musical como solista, se ha presentado en varios festivales tocando e interpretando sus canciones con su única voz y talento. Ha vivido dos años en Cardiff, Reino Unido entre 2010 y 2012, después regresó a su país India para continuar con su carrera musical. Su estilo musical, ha sido influenciado por diferentes artistas de talla internacional como Nirvana, Incubus, Chevelle y Rage Against the Machine.